# 日本学生野球協会結成記念野球大会
日本学生野球協会結成記念野球大会（にほんがくせいやきゅうきょうかいけっせいきねんやきゅうたいかい）はかつてあった日本の野球大会である。
日本学生野球協会が主催。
明治神宮野球大会が開始される以前の1946年～1963年の17年の間、春季リーグ戦が開始される前の3月下旬から4月上旬にかけて、開催されていた（最終的には大学の部／高校の部あり）。
第1回から第10回までは、大学については、東京六大学代表対他のリーグ代表や、東京六大学のOB戦などといった対抗戦形式の試合を数試合行っていた（第3回からは高校の部のトーナメント戦が開始）。
第11回大会以降は、前年秋季の優勝校による大学の部のトーナメント戦も開始された。

## 優勝校一覧（トーナメント戦）

### 大学の部
| 回 | 年度   | 優勝校       | 結果 | 準優勝校     | ベスト４     | ベスト４   | 備考 |
| -- | ------ | ------------ | ---- | ------------ | ------------ | ---------- | ---- |
| 11 | 1957年 | 慶応義塾大学 | 6-4  | 日本大学     | 横浜市立大学 | 愛知大学   |      |
| 12 | 1958年 | 立教大学     | 5-0  | 専修大学     | 松山商科大学 | 近畿大学   |      |
| 13 | 1959年 | 関西学院大学 | 3x-2 | 近畿大学     | 立教大学     | 学習院大学 |      |
| 14 | 1960年 | 日本大学     | 3-0  | 関西学院大学 | 立教大学     | 駒澤大学   |      |
| 15 | 1961年 | 近畿大学     | 2x-0 | 立命館大学   | 中京大学     | 早稲田大学 |      |
| 16 | 1962年 | 芝浦工業大学 | 2x-0 | 神奈川大学   | 立命館大学   | 法政大学   |      |
| 17 | 1963年 | 慶応義塾大学 | 9-2  | 横浜市立大学 | 日本大学     | 久留米大学 |      |

### 高校の部
| 回 | 年度   | 優勝校     | 結果 | 準優勝校   | 備考 |
| -- | ------ | ---------- | ---- | ---------- | ---- |
| 3  | 1949年 | 桐生工     | 5-4  | 東高師付   |      |
| 4  | 1950年 | 立教新座   | 7-6  | 足利工     |      |
| 5  | 1951年 | 神奈川商工 | 1x-0 | 荏原       |      |
| 6  | 1952年 | 甲府一     | 5-4  | 荏原       |      |
| 7  | 1953年 | 明治       | 2-1  | 清水東     |      |
| 8  | 1954年 | 静岡       | 1x-0 | 宇都宮工   |      |
| 9  | 1955年 | 早稲田実   | 5x-1 | 沼津東     |      |
| 10 | 1956年 | 法政二     | 4-0  | 立教       |      |
| 11 | 1957年 | 水戸一     | 2x-1 | 法政一     |      |
| 12 | 1958年 | 銚子商     | 4x-0 | 神奈川商工 |      |
| 13 | 1959年 | 明治       | 3x-1 | 早稲田実   |      |
| 14 | 1960年 | 日大三     | 7x-3 | 帝京       |      |
| 15 | 1961年 | 日大一     | 4x-1 | 富山商     |      |
| 16 | 1962年 | 日大一     | 1-0  | 明治       |      |
| 17 | 1963年 | 習志野     | 9-1  | 法政一     |      |

## 出場校一覧（トーナメント戦）

### 大学の部

#### 第11回大会（1957年）
出場校
- 東北大学
- 慶応義塾大学
- 日本大学
- 横浜市立大学
- 愛知大学
- 立命館大学
- 近畿大学
- 九州大学

#### 第12回大会（1958年）
出場校
- 東北学院大学
- 立教大学
- 専修大学
- 横浜市立大学
- 愛知学院大学
- 立命館大学
- 近畿大学
- 松山商科大学
- 西南学院大学

#### 第13回大会（1959年）
出場校
- 東北大学
- 立教大学
- 学習院大学
- 関東学院大学
- 愛知大学
- 関西大学
- 関西学院大学
- 近畿大学
- 松山商科大学
- 九州大学

#### 第14回大会（1960年）
出場校
- 東北学院大学
- 立教大学
- 日本大学
- 駒澤大学
- 横浜市立大学
- 中京大学
- 関西学院大学
- 立命館大学
- 近畿大学
- 松山商科大学
- 西南学院大学

#### 第15回大会（1961年）
出場校
- 東北学院大学
- 早稲田大学
- 専修大学
- 横浜市立大学
- 中京大学
- 立命館大学
- 近畿大学
- 松山商科大学
- 熊本商科大学

#### 第16回大会（1962年）
出場校
- 北海学園大学
- 法政大学
- 芝浦工業大学
- 神奈川大学
- 中京大学
- 立命館大学
- 松山商科大学
- 福岡大学

#### 第17回大会（1963年）
出場校
- 東北学院大学
- 慶応義塾大学
- 日本大学
- 横浜市立大学
- 中京大学
- 立命館大学
- 松山商科大学
- 久留米大学

### 高校の部
- ヘルプ